# Commiphora marlothii
Commiphora marlothii är en tvåhjärtbladig växtart som beskrevs av Adolf Engler. Commiphora marlothii ingår i släktet Commiphora och familjen Burseraceae. Inga underarter finns listade i Catalogue of Life.